# Orlando Parahym
Orlando da Cunha Parahym (Recife, 25 de novembro de 1911 — Recife, 17 de junho de 1999) foi um médico, professor, político e escritor brasileiro.
Professor de Higiene na Universidade Federal de Pernambuco, realizou estudos sobre desnutrição no sertão pernambucano.

## Formação
- Médico - formado  pela Faculdade de Medicina do Recife.[3]

## Atuação profissional
- Professor na Faculdade de Medicina do Recife[4]
- Professor em várias escolas em Salgueiro[2]
- Pesquisador, com atuação em Salgueiro[5][6]

## Atuação política
- Secretário de Saúde de Pernambuco[1]
- deputado estadual de Pernambuco em duas legislaturas
- Gestor da Biblioteca Pública do Estado de Pernambuco - 1971.

## Atuação literária, cultural e científica
Membro das seguintes instituições:
- Academia Pernambucana de Letras - Cadeira 14[1][3]
- Academia Pernambucana de Medicina - Cadeira 7 (membro fundador)[3]
- Academia Nacional de Medicina[3]
- Academia Nacional de Farmácia[1]
- Academia de Artes e Letras de Pernambuco - Cadeira 9, membro fundador
- Academia Pernambucana de Ciências
- Sociedade Brasileira de Médicos Escritores (Sobrames), regional de Pernambuco.
- Instituto de Higiene do Nordeste - diretor.
- Conselho Estadual de Cultura de Pernambuco.[3]
- Departamento de Cultura da Secretaria de Educação de Pernambuco.[3]

## Livros publicados
- Aspectos clínicos de avitaminoses no sertão pernambucano[3] (1952)
- História do abastecimento de água no Recife[3](1952)
- Endemias brasileiras[1](1961)
- Homens e livros[3](1967)
- Confederação do Equador
- Traços do Recife
- Doenças dos escravos em Pernambuco[7][3](1978)
- Portugal: inteligência e cultura
- Antropologia e Alimentação[8][3](1970)
- ABC da Saúde[3](1973)